# Fiac (Tarn)
Fiac est une commune française située dans le département du Tarn en région Occitanie.
La commune possède un patrimoine naturel remarquable : un site Natura 2000 et une zone naturelle d'intérêt écologique, faunistique et floristique.

## Géographie

### Localisation
Fiac est une commune située sur la rive droite de l'Agout dans le Tarn, jouxtant par l'est Lavaur et situé à 39 km à vol d'oiseau àl'est de Toulouse, 55 km au sud-est de Montauban, 21 km au sud de Gaillac, 9 km au sud-ouest de Graulhet et 30 km d'Albi et 29 km au nord-ouest de Castres.
Sur le plan historique et culturel, la commune est dans le Castrais, un territoire essentiellement agricole, entre la rive droite de l'Agout au sud et son affluent, le Dadou, au nord.
Elle se trouve dans la zone d'emploi d'Albi et dans le bassin de vie de Lavaur.

### Communes limitrophes
Les communes limitrophes sont  Ambres, Briatexte, Cabanès, Damiatte, Labastide-Saint-Georges, Lavaur, Saint-Gauzens, Teyssode et Viterbe.
| Ambres                  | Saint-Gauzens | Briatexte, Cabanès |
| Labastide-Saint-Georges | Fiac          | Damiatte           |
| Lavaur                  | Viterbe       | Teyssode           |

### Géologie et relief
La superficie de la commune est de 25,00 km2 ; son altitude varie de 115  à   252 mètres.
Le village est situé sur une colline dominante où débute un paysage de coteaux argilo-calcaires.

### Hydrographie

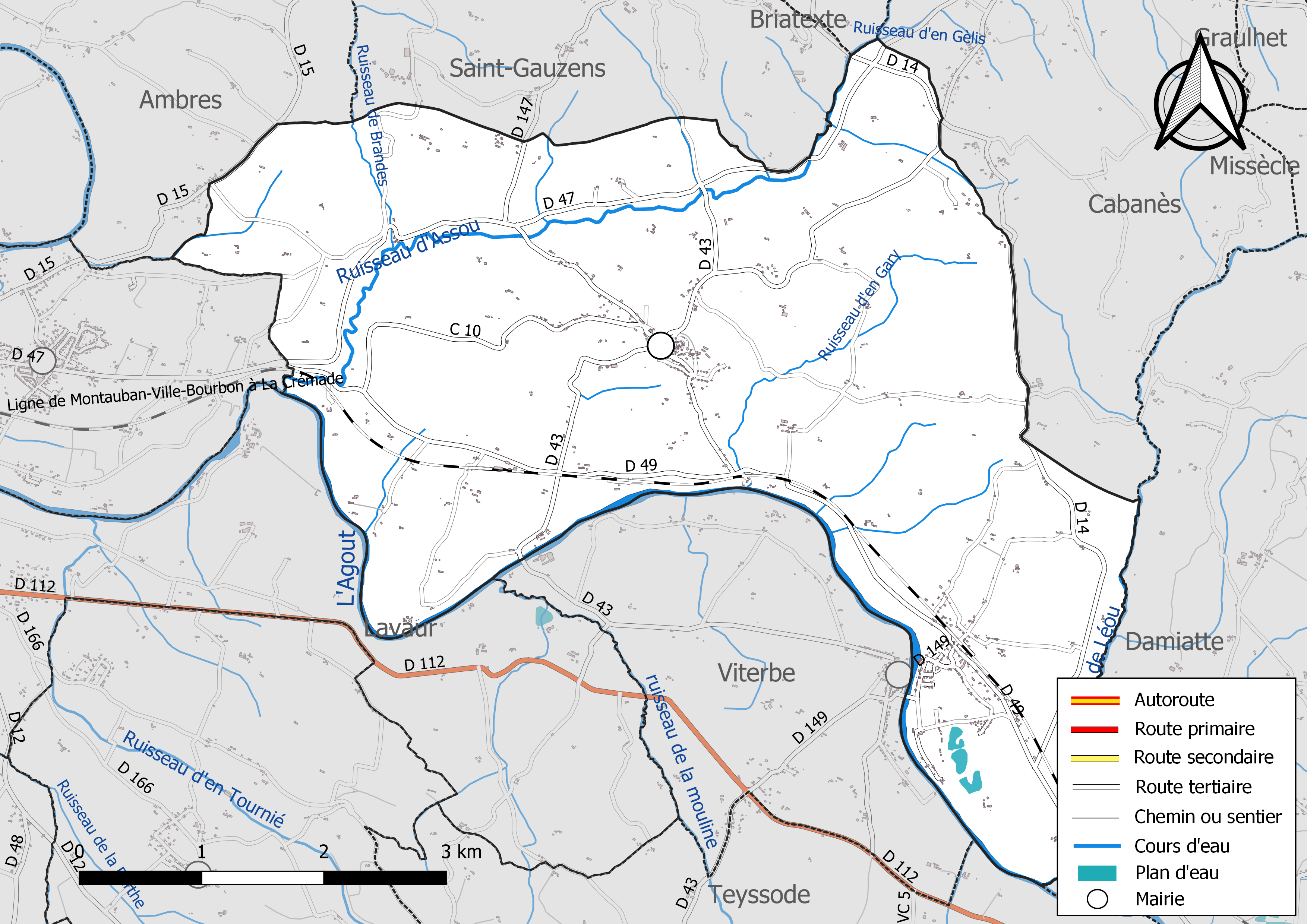
Réseaux hydrographique et routier de Fiac.

La commune est dans le bassin de la Garonne, au sein du bassin hydrographique Adour-Garonne.
Elle est drainée par l'Agout, le ruisseau d'Assou, le ruisseau de Léou, le ruisseau de Brandes, le ruisseau d'en Gary, le ruisseau d'en Gèlis et par divers petits cours d'eau, qui constituent un réseau hydrographique de 25 km de longueur totale,.
L'Agout, d'une longueur totale de 194,4 km, prend sa source dans la commune de Cambon-et-Salvergues et s'écoule d'est en ouest. Il traverse la commune et se jette dans le Tarn à Saint-Sulpice-la-Pointe, après avoir traversé 35 communes. L'Agout longe la commune sur 9 km et la limite avec Lavaur et Viterbe
Le ruisseau d'Assou, d'une longueur totale de 15,4 km, prend sa source dans la commune de Graulhet et s'écoule d'est en ouest. Il traverse la commune et se jette dans l'Agout à Lavaur, après avoir traversé 8 communes.
Le ruisseau de Léou, d'une longueur totale de 10,3 km, prend sa source dans la commune de Moulayrès et s'écoule vers l'ouest puis se réoriente au sud. Il traverse la commune et se jette dans l'Agout à Damiatte, après avoir traversé 5 communes.

### Climat
Pour des articles plus généraux, voir Climat de l'Occitanie et Climat du Tarn.
En 2010, le climat de la commune est de type climat du Bassin du Sud-Ouest, selon une étude du Centre national de la recherche scientifique s'appuyant sur une série de données couvrant la période 1971-2000. En 2020, Météo-France publie une typologie des climats de la France métropolitaine dans laquelle la commune est exposée à un climat océanique altéré et est dans la région climatique Aquitaine, Gascogne, caractérisée par une pluviométrie abondante au printemps, modérée en automne, un faible ensoleillement au printemps, un été chaud (19,5 °C), des vents faibles, des brouillards fréquents en automne et en hiver et des orages fréquents en été (15 à 20 jours).
Pour la période 1971-2000, la température annuelle moyenne est de 13,5 °C, avec une amplitude thermique annuelle de 15,6 °C. Le cumul annuel moyen de précipitations est de 800 mm, avec 9,7 jours de précipitations en janvier et 5,4 jours en juillet. Pour la période 1991-2020, la température moyenne annuelle observée sur la station météorologique de Météo-France la plus proche, « Lavaur », sur la commune de Lavaur à 7 km à vol d'oiseau, est de 13,6 °C et le cumul annuel moyen de précipitations est de 701,8 mm. 
La température maximale relevée sur cette station est de 42,6 °C, atteinte le 23 août 2023 ; la température minimale est de −18 °C, atteinte le 17 janvier 1987,,.
Les paramètres climatiques de la commune ont été estimés pour le milieu du siècle (2041-2070) selon différents scénarios d'émission de gaz à effet de serre à partir des nouvelles projections climatiques de référence DRIAS-2020. Ils sont consultables sur un site dédié publié par Météo-France en novembre 2022.

### Milieux naturels et biodiversité

#### Réseau Natura 2000

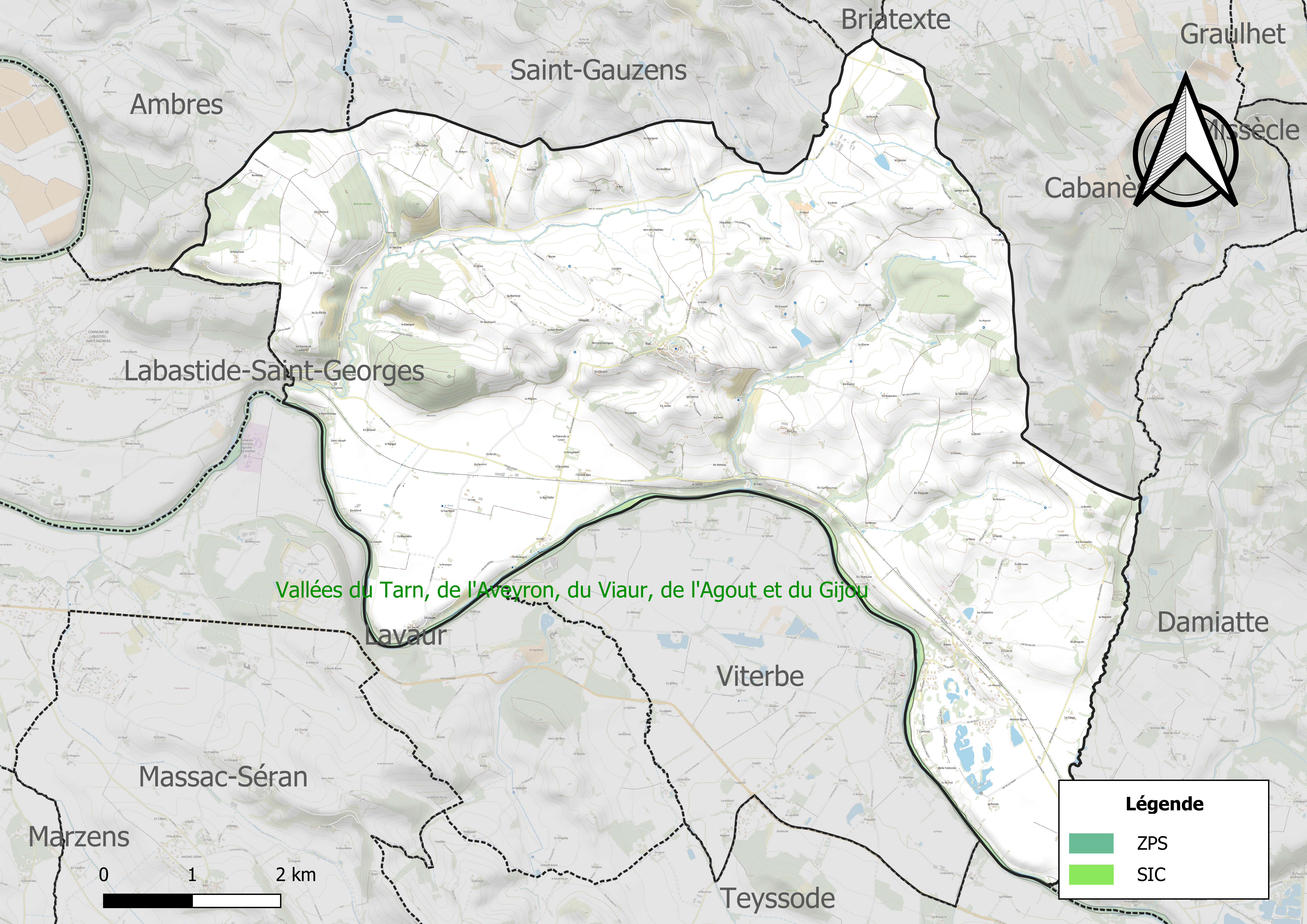
Site Natura 2000 sur le territoire communal.

Le réseau Natura 2000 est un réseau écologique européen de sites naturels d'intérêt écologique élaboré à partir des directives habitats et oiseaux, constitué de zones spéciales de conservation (ZSC) et de zones de protection spéciale (ZPS).
Un site Natura 2000 a été défini sur la commune au titre de la directive habitats : Les « vallées du Tarn, de l'Aveyron, du Viaur, de l'Agout et du Gijou », d'une superficie de 17 144 ha, s'étendant sur 136 communes dont 41 dans l'Aveyron, 8 en Haute-Garonne, 50 dans le Tarn et 37 dans le Tarn-et-Garonne. Elles présentent une très grande diversité d'habitats et d'espèces dans ce vaste réseau de cours d'eau et de gorges. La présence de la Loutre d'Europe et de la moule perlière d'eau douce est également d'un intérêt majeur.

#### Zones naturelles d'intérêt écologique, faunistique et floristique

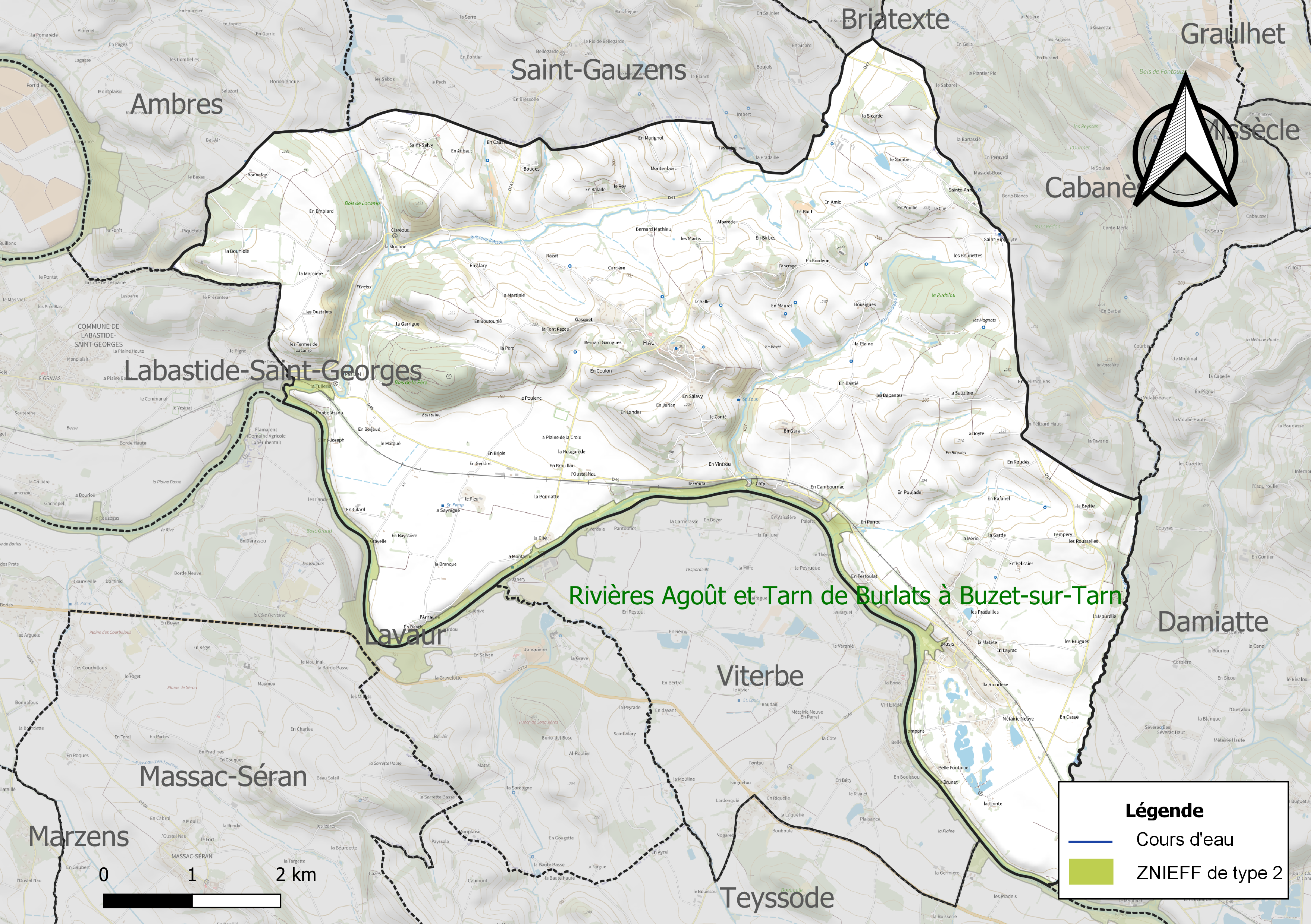
Carte de la ZNIEFF de type 2 localisée sur la commune.

L’inventaire des zones naturelles d'intérêt écologique, faunistique et floristique (ZNIEFF) a pour objectif de réaliser une couverture des zones les plus intéressantes sur le plan écologique, essentiellement dans la perspective d’améliorer la connaissance du patrimoine naturel national et de fournir aux différents décideurs un outil d’aide à la prise en compte de l’environnement dans l’aménagement du territoire.
Une ZNIEFF de type 2 est recensée sur la commune :
les « rivières Agoût et Tarn de Burlats à Buzet-sur-Tarn » (1 364 ha), couvrant 24 communes du département.

## Urbanisme

### Typologie
Au 1er janvier 2024, Fiac est catégorisée commune rurale à habitat dispersé, selon la nouvelle grille communale de densité à sept niveaux définie par l'Insee en 2022.
Elle est située hors unité urbaine et hors attraction des villes,.

### Occupation des sols

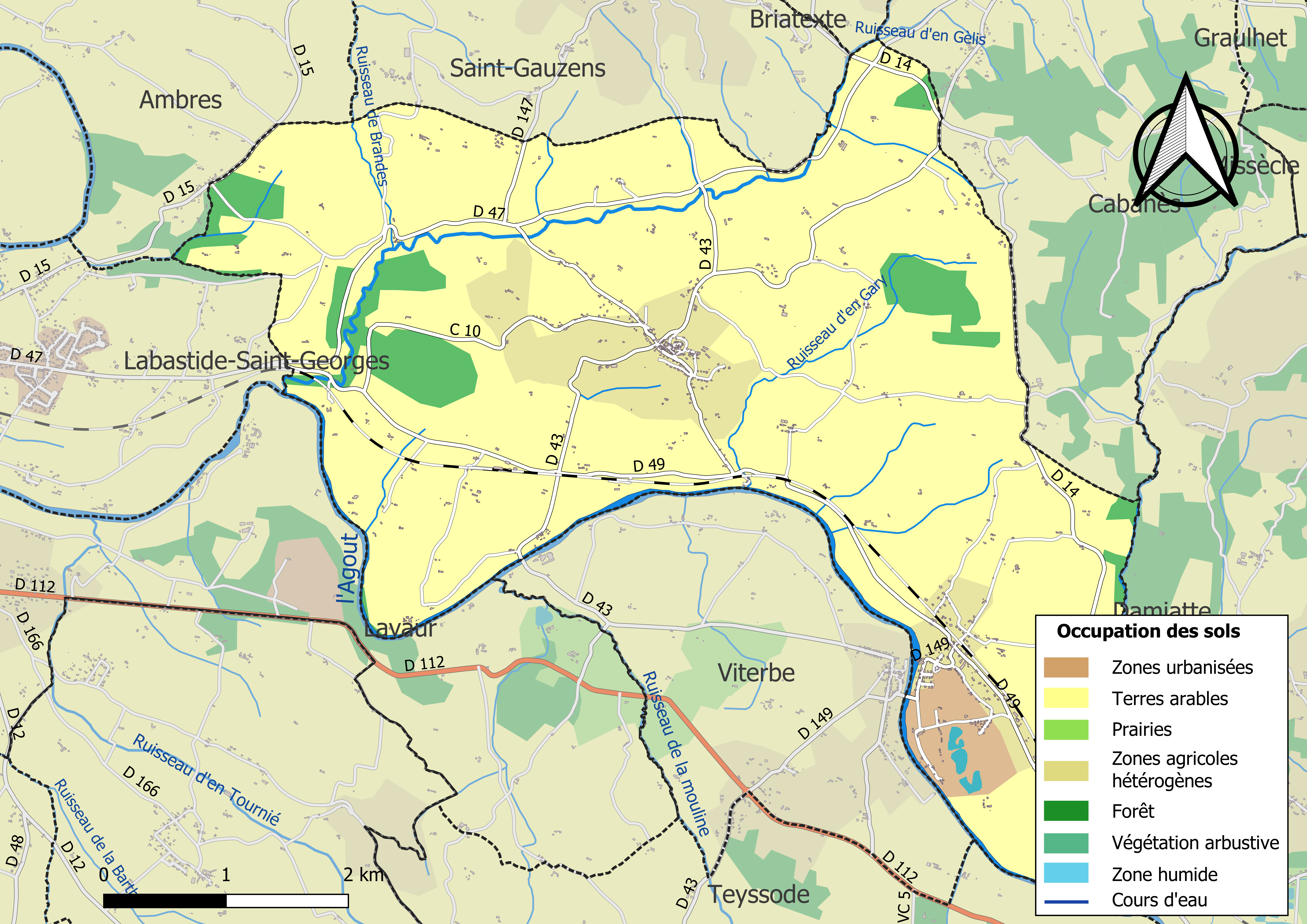
Carte des infrastructures et de l'occupation des sols de la commune en 2018 (CLC).

L'occupation des sols de la commune, telle qu'elle ressort de la base de données européenne d’occupation biophysique des sols Corine Land Cover (CLC), est marquée par l'importance des territoires agricoles (88,2 % en 2018), en diminution par rapport à 1990 (90,7 %).
La répartition détaillée en 2018 est la suivante : terres arables (81,4 %), forêts (7,5 %), zones agricoles hétérogènes (6,7 %), espaces verts artificialisés, non agricoles (2,5 %), zones urbanisées (1,8 %).
L'évolution de l’occupation des sols de la commune et de ses infrastructures peut être observée sur les différentes représentations cartographiques du territoire : la carte de Cassini (XVIIIe siècle), la carte d'état-major (1820-1866) et les cartes ou photos aériennes de l'IGN pour la période actuelle (1950 à aujourd'hui).

### Lieux-dits, hameaux et écarts
Le hameau de Brazis, intégré à Fiac en 1824, est situé en bordure de l'Agout côté sud-est de la ville.

### Habitat et logement
En 2021, le nombre total de logements dans la commune était de 471, alors qu'il était de 458 en 2016 et de 415 en 2011.
Parmi ces logements, 84,5 % étaient des résidences principales, 5,8 % des résidences secondaires et 9,7 % des logements vacants. Ces logements étaient pour 97 % d'entre eux des maisons individuelles et pour 2,2 % des appartements.
Le tableau ci-dessous présente la typologie des logements à Fiac en 2021 en comparaison avec celle du Tarn et de la France entière. Une caractéristique marquante du parc de logements est ainsi la faible proportion des résidences secondaires et logements occasionnels (5,8 %) par rapport au département (7,4 %) et à la France entière (9,7 %).
| Typologie                                               | Fiac | Tarn | France entière |
| ------------------------------------------------------- | ---- | ---- | -------------- |
| Résidences principales (en %)                           | 84,5 | 83,6 | 82,2           |
| Résidences secondaires et logements occasionnels (en %) | 5,8  | 7,4  | 9,7            |
| Logements vacants (en %)                                | 9,7  | 8,9  | 8,1            |

### Voies de communication et transports
La commune est desservie par deux routes départementales qui la relient à Lavaur.
La ligne de Montauban-Ville-Bourbon à La Crémade passe dans le sud du territoire communal, mais les gares de Fiac ety de Brazis sont fermées de longue date. La station de chemin de fer la plus proche est la gare de Lavaur, desservie par des trains express régionaux de la relation Toulouse - Castres - Mazamet (ligne 9).

### Risques naturels et technologiques
Le territoire de la commune de Fiac est vulnérable à différents aléas naturels : météorologiques (tempête, orage, neige, grand froid, canicule ou sécheresse), inondations, mouvements de terrains et séisme (sismicité très faible). Il est également exposé à deux risques technologiques, le transport de matières dangereuses et la rupture d'un barrage. Un site publié par le BRGM permet d'évaluer simplement et rapidement les risques d'un bien localisé soit par son adresse soit par le numéro de sa parcelle.

#### Risques naturels
Certaines parties du territoire communal sont susceptibles d’être affectées par le risque d’inondation par débordement de cours d'eau, notamment l'Agout, le ruisseau de Léou et le ruisseau d'Assou. La cartographie des zones inondables en ex-Midi-Pyrénées réalisée dans le cadre du XIe Contrat de plan État-région, visant à informer les citoyens et les décideurs sur le risque d’inondation, est accessible sur le site de la DREAL Occitanie. La commune a été reconnue en état de catastrophe naturelle au titre des dommages causés par les inondations et coulées de boue survenues en 1982, 1992, 1996, 1997, 1999, 2003, 2013 et 2020,.
Fiac est exposée au risque de feu de forêt. En 2022, il n'existe pas de Plan de Prévention des Risques incendie de forêt (PPRif). Le débroussaillement aux abords des maisons constitue l’une des meilleures protections pour les particuliers contre le feu,.

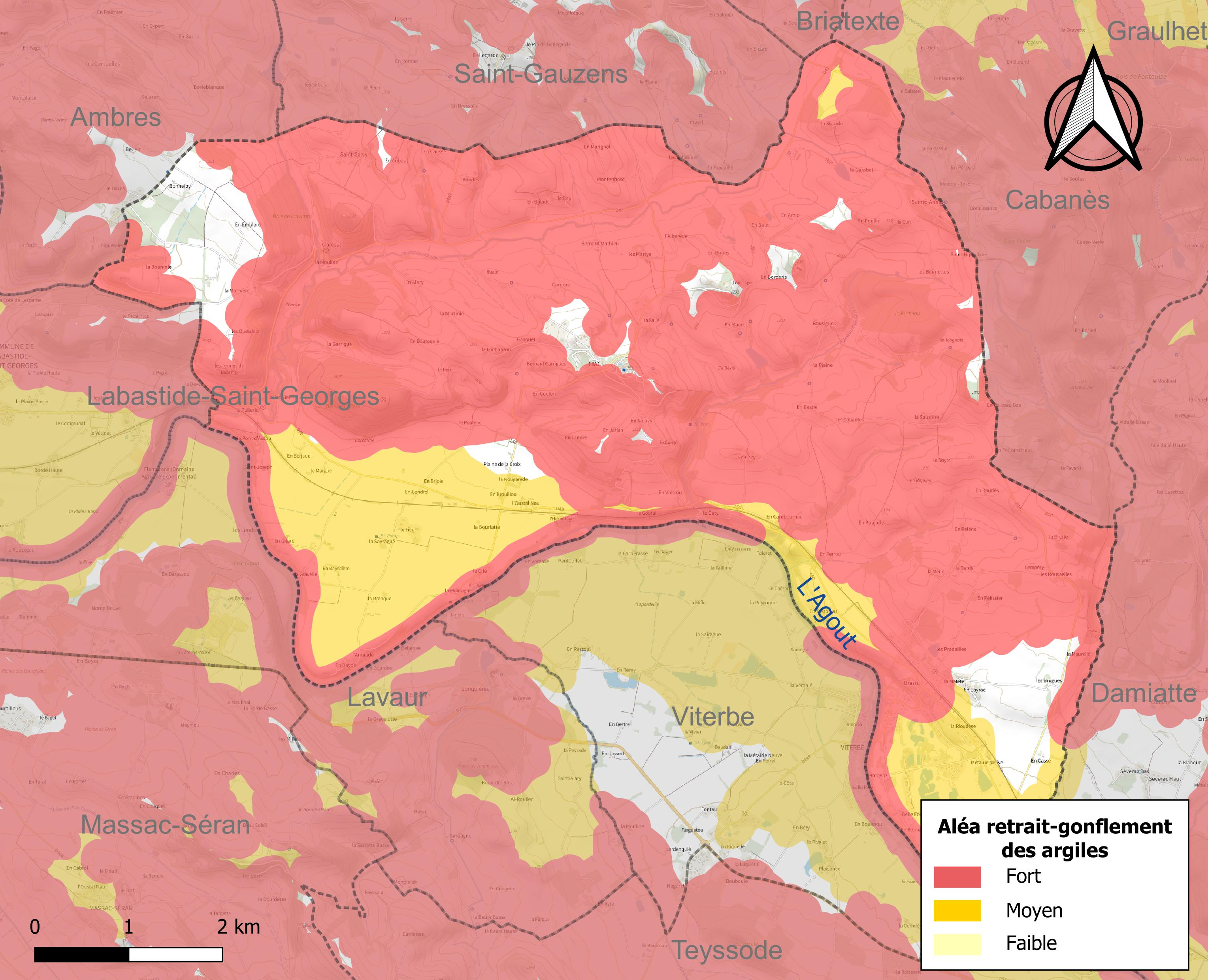
Carte des zones d'aléa retrait-gonflement des sols argileux de Fiac.

La commune est vulnérable au risque de mouvements de terrains constitué principalement du retrait-gonflement des sols argileux. Cet aléa est susceptible d'engendrer des dommages importants aux bâtiments en cas d’alternance de périodes de sécheresse et de pluie. 92,7 % de la superficie communale est en aléa moyen ou fort (76,3 % au niveau départemental et 48,5 % au niveau national). Sur les 467 bâtiments dénombrés sur la commune en 2019, 421 sont en aléa moyen ou fort, soit 90 %, à comparer aux 90 % au niveau départemental et 54 % au niveau national. Une cartographie de l'exposition du territoire national au retrait gonflement des sols argileux est disponible sur le site du BRGM,.
Par ailleurs, afin de mieux appréhender le risque d’affaissement de terrain, l'inventaire national des cavités souterraines permet de localiser celles situées sur la commune.

#### Risques technologiques
Le risque de transport de matières dangereuses sur la commune est lié à sa traversée par des infrastructures routières ou ferroviaires importantes ou la présence d'une canalisation de transport d'hydrocarbures. Un accident se produisant sur de telles infrastructures est susceptible d’avoir des effets graves sur les biens, les personnes ou l'environnement, selon la nature du matériau transporté. Des dispositions d’urbanisme peuvent être préconisées en conséquence.
La commune est en outre située en aval d'un barrage de classe A. À ce titre elle est susceptible d’être touchée par l’onde de submersion consécutive à la rupture de cet ouvrage.

## Histoire

### Préhistoire
Le territoire de Fiac a depuis toujours été colonisé par les animaux et par l'homme. Dans la grande et fertile plaine qui, du pied de la colline où s'assied le village, vient effleurer l'Agout, la charrue a mis au jour et en déterrera encore, des dizaines d'objets préhistoriques.

### Moyen Âge
Au village, les vestiges du château fort du XIIe siècle témoignent d'une histoire plus ou moins trouble, notamment au moment de l'hérésie cathare et des guerres de religion.

### Époque contemporaine
À partir de la Révolution française, la vie de la population de Fiac a été très liée au soubresaut de l'histoire nationale. C'était une population essentiellement agricole et artisanale qui vivait beaucoup en autarcie grâce à la qualité agronomique des terres qui leur permettait de couvrir tous leurs besoins. Les deux guerres mondiales ont ponctionné un pourcentage important de la population masculine.

Fiac au tout début du XXe siècle
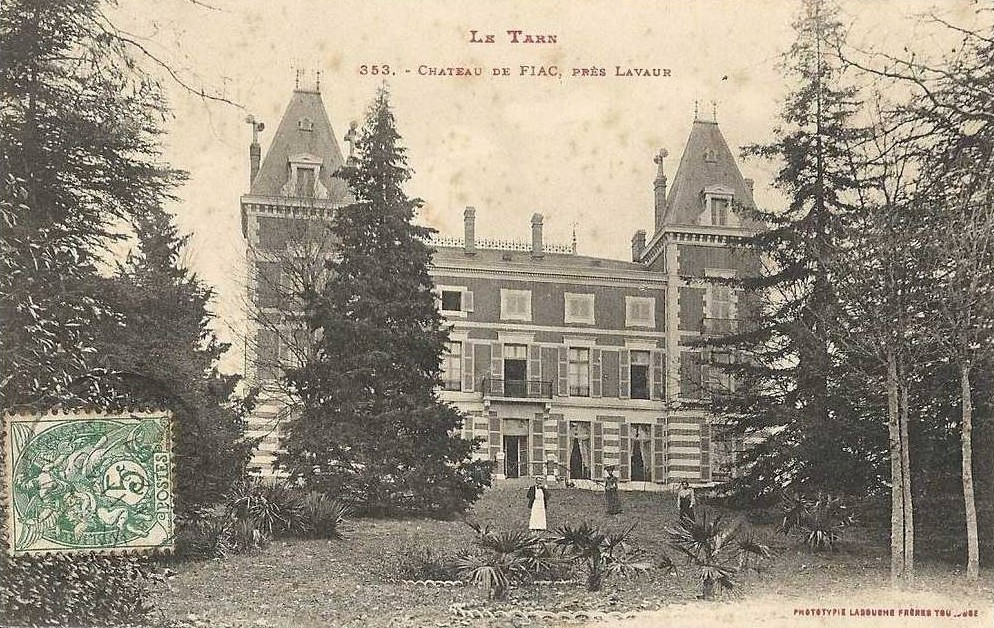
Le château de Fiac.
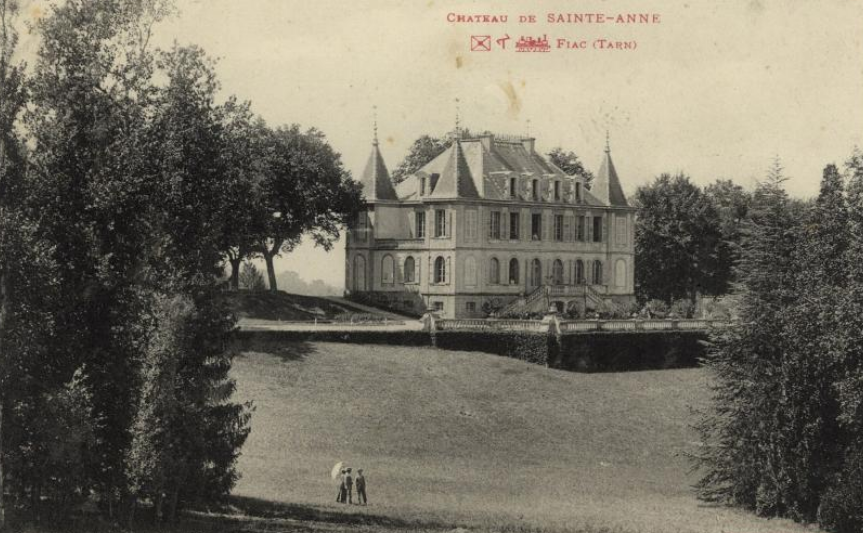
Le château Sainte-Anne.

La commune, instituée par la Révolution française, absorbe dès 1824 celle de Brasis, qui, en 1821, comptait 223 habitants recensés.
Les grandes familles de propriétaires terriens ont marqué la vie de la commune, soit parce qu'elles étaient appelées à exercer des responsabilités de gestion de la commune, soit par le poids économique que représentaient leurs propriétés. Elles résidaient dans des grandes maisons de maître ou des châteaux qui sont encore actuellement entre les mains de leurs descendants. Ces grandes bâtisses composent actuellement le patrimoine architectural de la commune.

## Politique et administration

### Rattachements administratifs et électoraux

#### Rattachements administratifs
La commune se trouve depuis 1926 dans l'arrondissement de Castres du département du Tarn.
Après avoir été de 1793 à 1801 le chef-lieu d'un fugace canton, elle faisait partie depuis lors de celui de  Saint-Paul-Cap-de-Joux. Dans le cadre du redécoupage cantonal de 2014 en France, cette circonscription administrative territoriale a disparu, et le canton n'est plus qu'une circonscription électorale.

#### Rattachements électoraux
Pour les élections départementales, la commune fait partie depuis 2014 du canton de Plaine de l'Agoût.
Pour l'élection des députés, elle fait partie de la troisième circonscription du Tarn.

### Intercommunalité
Fiac était membre de la communauté de communes du Pays d'Agout, un établissement public de coopération intercommunale (EPCI) à fiscalité propre créé en 1997 et auquel la commune avait transféré un certain nombre de ses compétences, dans les conditions déterminées par le code général des collectivités territoriales.
Conformément aux prescriptions de la loi de réforme des collectivités territoriales du 16 décembre 2010, qui a prévu le renforcement et la simplification des intercommunalités et la constitution de structures intercommunales de grande taille, celle-ci a fusionné avec la communauté de communes du Lautrecois pour former, le 1er janvier 2013, la communauté de communes du Lautrecois-Pays d'Agout, dont est désormais membre la commune.

### Administration municipale
Compte-tenu du nombre d'habitants de la commune, compris entre 500 et 1 499 habitants, le nombre de membres du conseil municipal est de quinze, y compris le maire et ses adjoints.

### Liste des maires
| Période                                  | Période                        | Identité                       | Étiquette | Qualité                         |
| ---------------------------------------- | ------------------------------ | ------------------------------ | --------- | ------------------------------- |
| Les données manquantes sont à compléter. |                                |                                |           |                                 |
| 1793                                     | 1793                           | Jean Baptiste Divairano        |           |                                 |
| 1793                                     | 1795                           | Jean Meissonnier               |           |                                 |
| 1795                                     | 1796                           | Jean Roques                    |           |                                 |
| 1797                                     | 1816                           | Joseph Marie Pelissier         |           |                                 |
| 1817                                     | 1830                           | Jean François Rodier-Dupuech   |           |                                 |
| 1830                                     | 1831                           | Marie Vincent Claude Pelissier |           |                                 |
| 1831                                     | 1832                           | Jean François Roques           |           |                                 |
| 1832                                     | 1882                           | Jean François Raymond          |           |                                 |
| 1883                                     | 1885                           | M. Merle de Lugan Lassalle     |           |                                 |
| 1885                                     | 1885                           | Isidore Rouaud                 |           |                                 |
| 1885                                     | 1908                           | Alphonse de Rivals Mazeres     |           |                                 |
|                                          |                                |                                |           |                                 |
| avant 1995                               | mars 2008                      | Jean-Paul Vidal                |           | Agriculteur                     |
| mars 2008                                | juin 2010                      | Louis Bouchet                  |           | Démissionnaire                  |
| juin 2010                                | 2014                           | Jérôme Sarran                  |           | Agriculteur                     |
| 2014                                     | mai 2019                       | Sophie Gilbert                 |           | Démissionnaire                  |
| juin 2019                                | octobre 2022                   | Alain Berthon                  |           | Cadre retraité Mort en fonction |
| janvier 2022                             | En cours (au 30 novembre 2023) | Judith Ajchenbaum              |           | Coordinatrice éditoriale        |

## Équipements et services publics

### Enseignement
Fiac fait partie de l'académie de Toulouse.

### Postes et télécommunications
Fiac s'est doté en 2018 d'une agence postale communale.

## Population et société
Le gentilé est Fiacois

### Démographie
L'évolution du nombre d'habitants est connue à travers les recensements de la population effectués dans la commune depuis 1793. Pour les communes de moins de 10 000 habitants, une enquête de recensement portant sur toute la population est réalisée tous les cinq ans, les populations de référence des années intermédiaires étant quant à elles estimées par interpolation ou extrapolation. Pour la commune, le premier recensement exhaustif entrant dans le cadre du nouveau dispositif a été réalisé en 2008.

En 2022, la commune comptait 927 habitants, en évolution de −0,22 % par rapport à 2016 (Tarn : +2,52 %, France hors Mayotte : +2,11 %).
| 1793 | 1800 | 1806  | 1821  | 1831  | 1836  | 1841  | 1846  | 1851  |
| ---- | ---- | ----- | ----- | ----- | ----- | ----- | ----- | ----- |
| 801  | 749  | 1 237 | 1 121 | 1 503 | 1 503 | 1 511 | 1 509 | 1 508 |

| 1856  | 1861  | 1866  | 1872  | 1876  | 1881  | 1886  | 1891  | 1896  |
| ----- | ----- | ----- | ----- | ----- | ----- | ----- | ----- | ----- |
| 1 521 | 1 437 | 1 401 | 1 390 | 1 384 | 1 362 | 1 287 | 1 238 | 1 132 |

| 1901  | 1906  | 1911  | 1921 | 1926 | 1931 | 1936 | 1946 | 1954 |
| ----- | ----- | ----- | ---- | ---- | ---- | ---- | ---- | ---- |
| 1 102 | 1 118 | 1 042 | 943  | 905  | 905  | 875  | 934  | 970  |

| 1962 | 1968 | 1975 | 1982 | 1990 | 1999 | 2006 | 2008 | 2013 |
| ---- | ---- | ---- | ---- | ---- | ---- | ---- | ---- | ---- |
| 862  | 784  | 670  | 669  | 706  | 699  | 802  | 831  | 914  |

| 2018 | 2022 | - | - | - | - | - | - | - |
| ---- | ---- | - | - | - | - | - | - | - |
| 921  | 927  | - | - | - | - | - | - | - |

| selon la population municipale des années : | 1968 | 1975 | 1982 | 1990 | 1999 | 2006 | 2009 | 2013 |
| Rang de la commune dans le département      | 71   | 87   | 86   | 82   | 91   | 81   | 79   | 81   |
| Nombre de communes du département           | 326  | 324  | 324  | 324  | 324  | 323  | 323  | 323  |

### Manifestations culturelles et festivités
La commune, jouant sur son homonymie avec la Le Journal d'Ici (FIAC), organise  des expositions d’art contemporain.

### Sports et loisirs
Chasse, pétanque,

## Économie

### Revenus
En 2018, la commune compte 386 ménages fiscaux, regroupant 946 personnes. La médiane du revenu disponible par unité de consommation est de 22 120 € (20 400 € dans le département).

### Emploi
|                | 2008  | 2013  | 2018  |
| -------------- | ----- | ----- | ----- |
| Commune        | 7 %   | 9,4 % | 7,5 % |
| Département    | 8,2 % | 9,9 % | 10 %  |
| France entière | 8,3 % | 10 %  | 10 %  |

En 2018, la population âgée de 15 à 64 ans s'élève à 589 personnes, parmi lesquelles on compte 76,1 % d'actifs (68,6 % ayant un emploi et 7,5 % de chômeurs) et 23,9 % d'inactifs,. Depuis 2008, le taux de chômage communal (au sens du recensement) des 15-64 ans est inférieur à celui de la France et du département.
La commune est hors attraction des villes,. Elle compte 151 emplois en 2018, contre 174 en 2013 et 192 en 2008. Le nombre d'actifs ayant un emploi résidant dans la commune est de 407, soit un indicateur de concentration d'emploi de 37,2 % et un taux d'activité parmi les 15 ans ou plus de 59 %.
Sur ces 407 actifs de 15 ans ou plus ayant un emploi, 67 travaillent dans la commune, soit 17 % des habitants. Pour se rendre au travail, 89,2 % des habitants utilisent un véhicule personnel ou de fonction à quatre roues, 2,5 % les transports en commun, 1,9 % s'y rendent en deux-roues, à vélo ou à pied et 6,4 % n'ont pas besoin de transport (travail au domicile).

### Activités hors agriculture

#### Secteurs d'activités
85 établissements sont implantés  à Fiac au 31 décembre 2019. Le tableau ci-dessous en détaille le nombre par secteur d'activité et compare les ratios avec ceux du département,.
| Secteur d'activité                                                                                        | Commune | Commune | Département |
| Secteur d'activité                                                                                        | Nombre  | %       | %           |
| --- | ------- | ------- | ----------- |
| Ensemble                                                                                                  | 85      | 100 %   | (100 %)     |
| Industrie manufacturière, industries extractives et autres                                                | 13      | 15,3 %  | (13 %)      |
| Construction                                                                                              | 11      | 12,9 %  | (12,5 %)    |
| Commerce de gros et de détail, transports, hébergement et restauration                                    | 21      | 24,7 %  | (26,7 %)    |
| Information et communication                                                                              | 3       | 3,5 %   | (2,1 %)     |
| Activités financières et d'assurance                                                                      | 1       | 1,2 %   | (3,3 %)     |
| Activités immobilières                                                                                    | 7       | 8,2 %   | (4,2 %)     |
| Activités spécialisées, scientifiques et techniques et activités de services administratifs et de soutien | 16      | 18,8 %  | (13,8 %)    |
| Administration publique, enseignement, santé humaine et action sociale                                    | 6       | 7,1 %   | (15,5 %)    |
| Autres activités de services                                                                              | 7       | 8,2 %   | (9 %)       |

Le secteur du commerce de gros et de détail, des transports, de l'hébergement et de la restauration est prépondérant sur la commune puisqu'il représente 24,7 % du nombre total d'établissements de la commune (21 sur les 85 entreprises implantées  à Fiac), contre 26,7 % au niveau départemental.

#### Entreprises et commerces
Les trois entreprises ayant leur siège social sur le territoire communal qui génèrent le plus de chiffre d'affaires en 2020 sont : 
- Fabulous World, autre imprimerie (labeur) (296 k€)
- Bru Patrice Photovoltaique, production d'électricité (16 k€)
- Bruno Degoy, autres activités de soutien aux entreprises n.c.a. (6 k€)

De nos jours, la commune connaît un certain dynamisme dû à la proximité de l'agglomération toulousaine. Le nombre d'agriculteurs a fortement diminué du fait de l'agrandissement des exploitations, mais l'agriculture est toujours un secteur dynamique de l'économie locale. Une nouvelle population s'installe sur le territoire, composée de familles anglaises à la recherche du soleil et de la proximité du golf ainsi que les jeunes couples attirés par le cadre agréable et le caractère rural de la commune.

### Agriculture
La commune est dans la « plaine de l'Albigeois et du Castrais », une petite région agricole occupant le centre du département du Tarn. En 2020, l'orientation technico-économique de l'agriculture  sur la commune est la polyculture et/ou le polyélevage.
|               | 1988  | 2000  | 2010  | 2020  |
| ------------- | ----- | ----- | ----- | ----- |
| Exploitations | 61    | 34    | 33    | 29    |
| SAU (ha)      | 2 211 | 2 051 | 2 026 | 1 746 |

Le nombre d'exploitations agricoles en activité et ayant leur siège dans la commune est passé de 61 lors du recensement agricole de 1988  à 34 en 2000 puis à 33 en 2010 et enfin à 29 en 2020, soit une baisse de 52 % en 32 ans. Le même mouvement est observé à l'échelle du département qui a perdu pendant cette période 58 % de ses exploitations,. La surface agricole utilisée sur la commune a également diminué, passant de 2211 ha en 1988 à 1746 ha en 2020. Parallèlement la surface agricole utilisée moyenne par exploitation a augmenté, passant de 36 à 60 ha.

## Culture locale et patrimoine

### Lieux et monuments
- Église Saint-Ferréol.
- Chapelle du château Sainte-Anne.
- Chapelle Saint-Salvy de Saint-Salvy.
- Église Saint-Pierre de Brasis.
- Souterrain de Rivals Mazères. À proximité de la motte, à l'origine du village castral de Fiac, s'ouvre un souterrain, dont les voûtes sont en plein cintre, caractéristique des souterrains aménagés médiévaux tarnais. Il comprend une galerie d'entrée rectiligne longue de 7 m, dotée de marches, niches et d'un système de fermeture, qui tourne par deux fois à angle droit d'abord à droite, puis à gauche, et débouche dans une grande salle de 5 × 2 m qui elle-même dessert deux autres salles plus petites (une de chaque côté), dont l'une contrôle par un trou de visée la galerie d'accès. Les trois salles sont dotées d'un conduit d'aération taillé dans la voûte (deux pour la grande salle)[59].
- Château du XIXe siècle, aménagé en hôtel[60].

### Héraldique
| Blason de Fiac (Tarn) | Blason  | D'azur aux trois feuilles de figuier d'or.       |
| Blason de Fiac (Tarn) | Détails | Le statut officiel du blason reste à déterminer. |

## Pour approfondir